# Joseph Carter Abbott

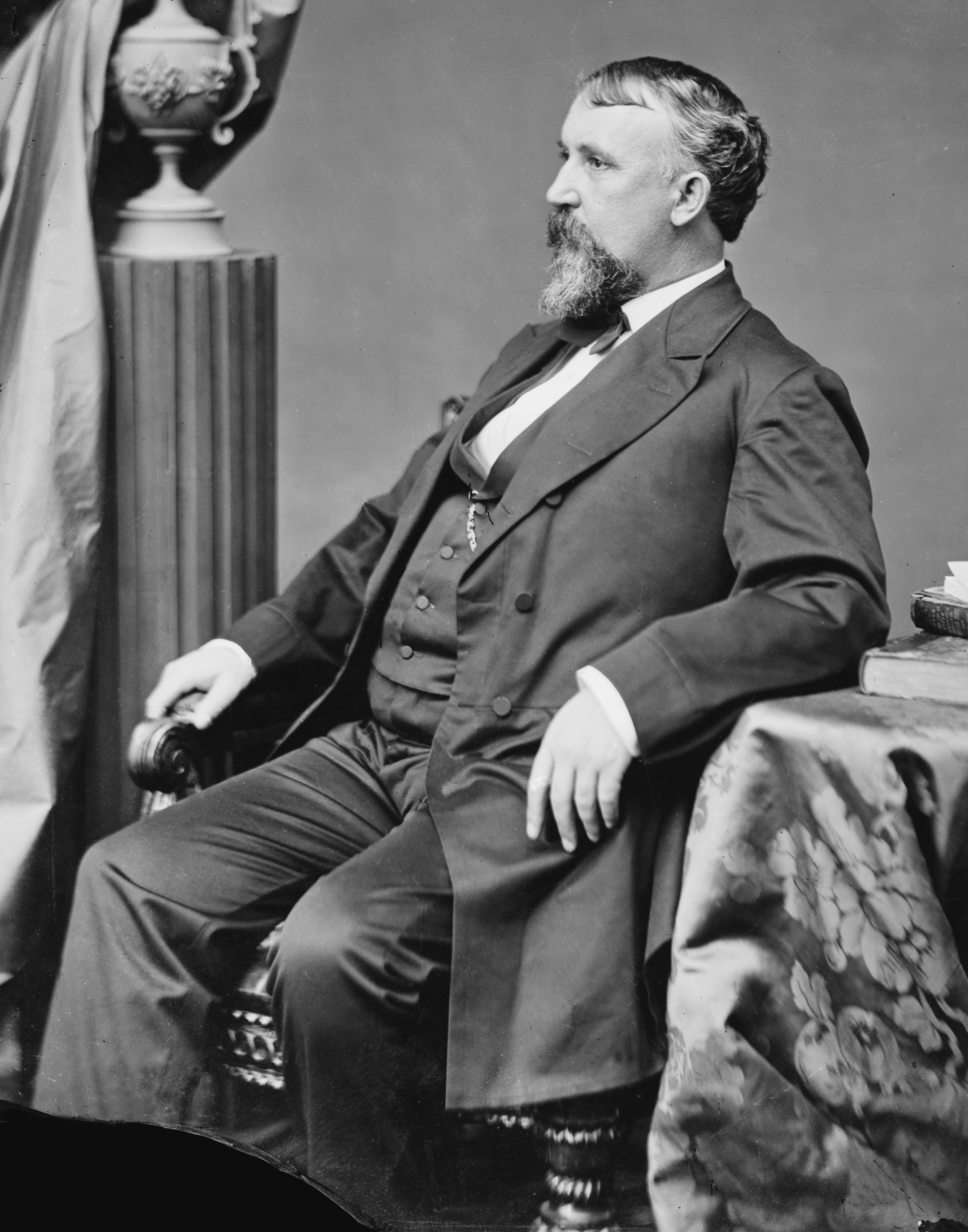
Joseph Carter Abbott

Joseph Carter Abbott  (* 15. Juli 1825 in Concord, New Hampshire; † 8. Oktober 1881 in Wilmington, North Carolina) war ein US-amerikanischer Jurist, Journalist, Geschäftsmann und Politiker. Während des Sezessionskrieges diente er als Offizier des Unionsheeres; danach war er von 1868 bis 1871 republikanischer Senator für den Bundesstaat North Carolina.

## Abstammung und frühes Leben
Joseph Carter Abbott war ein Sohn des Farmers Aaron Carter Abbott und der Nancy Badger. In der siebten Generation war er ein Nachfahre jenes George Abbot, der um 1640 aus der nordenglischen Grafschaft Yorkshire in das auf dem Gebiet der heutigen Vereinigten Staaten gelegene Neuengland eingewandert war.
Nach dem Abschluss der Phillips Academy in Andover (Massachusetts) (1846) absolvierte Abbott ein Studium der Rechtswissenschaften in Concord in New Hampshire, in welchem Bundesstaat er 1852 als Anwalt zugelassen wurde. Von 1852 bis 1857 war er der Eigentümer und erfolgreiche Herausgeber der Zeitschrift Manchester Daily American. Daraufhin schritt er in seiner journalistischen Karriere voran, indem er von 1859  bis 1861 als Herausgeber der etablierten Whig-Zeitung Boston Atlas and Bee fungierte. Gleichzeitig war er von 1855 bis 1861 Generaladjutant von New Hampshire und half in dieser Stellung bei der Reorganisation der Miliz dieses Staates. Auch gehörte er zu den Kommissaren, welche die Grenzziehung zwischen New Hampshire und Kanada aushandelten. Politisch schloss er sich der Know-Nothing Party an und schrieb häufig Beiträge für diese Partei in Magazinen.

## Rolle im amerikanischen Bürgerkrieg
Beim Ausbruch des Sezessionskriegs war Abbott in seiner Eigenschaft als Generaladjutant von New Hampshire im April 1861 als einer der Ersten bereit, Präsident Abraham Lincoln Truppen zur Verfügung zu stellen. Im Dezember 1861 wurde er Oberstleutnant des 7. Regiments der freiwilligen Infanterie New Hampshires. Er beteiligte sich an den Schlachten von Port Royal (3.–7. November 1861), Fort Pulaski (10.–11. April 1862), St. Johns Bluff (1.–3. Oktober  1862) und Fort Wagner (18. Juli 1863). Im November 1863 wurde er Oberst des Regiments und führte es in der auf dem Boden Floridas ausgetragenen Schlacht bei Olustee (20. Februar 1864) und während des Feldzugs von Bermuda Hundred (Mai 1864) in Virginia.
Während der ebenfalls in Virginia stattfindenden Belagerung von Petersburg (9. Juni 1864 bis 25. März 1865) kommandierte Abbott die 2. Brigade der 1. Division des X. Korps in der Schlacht bei Chaffin’s Farm (29.–30. September 1864) und den anschließenden Gefechten bei Darbytown und New Market Roads (7. Oktober 1864). Damals fand eine Reorganisation der James-Armee statt und Abbott befehligte die 2. Brigade der 2. Division des XXIV. Korps, das dem Fort Fisher-Expeditionskorps unter dem Brigadegeneral Alfred Terry angegliedert wurde und an der Zweiten Schlacht von Fort Fisher (13.–15. Januar 1865) und der Einnahme von Wilmington (11.–22. Februar 1865) in North Carolina teilnahm. Am 25. Januar 1865 schlug Präsident Lincoln Abbotts Erhebung zum Brevet-Brigadegeneral der Freiwilligen für seinen beherzten Einsatz bei der Eroberung von Fort Fisher vor, wobei diese Beförderung rückwirkend ab dem 15. Januar 1865 gelten sollte. Der Senat bestätigte diese Auszeichnung am 14. Februar 1865. In der Endphase des Kriegs war Abbott in Wilmington stationiert.

## Spätere Karriere
Nach der Beendigung seiner militärischen Laufbahn blieb Abbott in North Carolina und wurde dort sesshaft. Er kaufte ein 3.000 Acre großes, 50 Meilen von Wilmington entfernt gelegenes Landstück, errichtete ein Sägewerk und produzierte Bauholz. Dabei gründete er die im Bladen County gelegene Stadt Abbottsburg und weitete im Laufe der Zeit das Geschäftsfeld seines florierenden Unternehmens auf Holzverarbeitung aus.
Abbott begann sich auch für die Politik der noch jungen Republikanischen Partei zu interessieren und wurde bald einer ihrer Führer in North Carolina. Auf dem im September 1867 abgehaltenen Landesparteitag der Republikaner in Raleigh wurde er zum ständigen Vorsitzenden dieses Gremiums nominiert. Trotz Unterstützung von Seiten der Afroamerikaner stieß Abbott bei vielen Delegierten auf Widerstand, durfte aber letztlich seinen Posten doch behalten; gleichzeitig wurde William Woods Holden Obmann des Landesvorstandes der Partei.
1868 nahm Abbott an der konstitutionellen Versammlung für North Carolina teil und trug zur Entwicklung der neuen Verfassung bei. Im Mai desselben Jahres reiste er nach Chicago zur Convention der Republikaner, um bei deren Wahl eines Präsidentschaftskandidaten Ulysses S. Grant zu unterstützen. Nach der Wiederaufnahme North Carolinas in den nordamerikanischen Staatenbund (Juli 1868) gelang es ihm, als Repräsentant dieses Bundesstaates in den US-Senat gewählt zu werden. Er amtierte vom 14. Juli 1868 bis zum 4. März 1871 als Senator und gehörte auch dem Republican National Committee als Vertreter North Carolinas an. Politisch konnte er sich insbesondere auf die afroamerikanische Bevölkerungsgruppe stützen. Seinerseits beriet er wiederum seine schwarze Wählerschaft, etwa zur Selbstverteidigung Waffen zu tragen, was ihn bei konservativen Weißen unbeliebt machte.
Im Senat trat Abbott für eine Stärkung der Bundesgewalt gegenüber den Einzelstaaten ein und befürwortete das freie Wahlrecht auch für  alle männlichen, erwachsenen Afroamerikaner, also die Verabschiedung des 15. Zusatzartikels zur Verfassung der Vereinigten Staaten, welche Meinung er etwa am 8. Februar 1869 in einer Rede zum Ausdruck brachte. Ferner bemühte er sich, Bundesmittel für die Erneuerung des Hafens von Wilmington zu erhalten und sann auf eine US-Bundessatzung zum Zusammenschluss der Eisenbahnen von North Carolina und South Carolina, damit diese der Ostteil eines südlichen transkontinentalen Verkehrssystems bilden würden. Doch stieß er mit den genannten Vorhaben auf keine positive Resonanz. Meinungsverschiedenheiten innerhalb der Republikanischen Partei North Carolinas und persönliche Animositäten schwächten Abbotts politische Stellung, und als die  Demokraten 1870 im Parlament dieses Bundesstaates an die Macht kamen, wurde er nicht mehr für eine zweite Amtsperiode für den Senat nominiert.
Nach dem Ausscheiden aus dem Senat lebte Abbott wieder in Wilmington, blieb in der Republikanischen Partei aktiv und gab in den 1870er Jahren deren Wochenzeitung Wilmington Post heraus, erlangte aber in North Carolina nicht mehr bedeutenden politischen Einfluss. Außerdem leitete er wieder einen holzverarbeitenden Betrieb und fungierte unter den US-Präsidenten Ulysses S. Grant und Rutherford B. Hayes u. a. als Hafeneinnehmer Wilmingtons und Sonderbevollmächtigter des US-Finanzministeriums.
Abbott, der insgesamt drei Ehen geschlossen, aber dennoch keine Kinder gehabt hatte, starb am 8. Oktober 1881 im Alter von 56 Jahren in Wilmington. Er wurde zunächst auf dem in dieser Stadt gelegenen National Cemetery begraben, doch wurden seine sterblichen Überreste 1887 auf dem Valley Cemetery in Manchester neu beigesetzt.